# Écurie Nelson Bunker Hunt
L'écurie Nelson Bunker Hunt est une écurie de chevaux de course participant aux courses hippiques de plat fondée par l'homme d'affaires texan Nelson Bunker Hunt (1926-2014).

## Histoire
Issu d'une riche famille liée au pétrole, Nelson Bunker Hunt prend ses couleurs en 1955 et développe un élevage qui va porter ses fruits dans les années 70. Sur les 3200 hectares de son fief de Bluegrass Farm à Lexington, Kentucky, il élève des pur-sangs qu'il envoie pour les meilleurs d'entre eux en Europe. Au début des années 70, sur les conseils de Freddy Head, il confie ses chevaux à Maurice Zilber, avec lequel il connaîtra ses plus grands succès grâce à la grande Dahlia, à Youth, Exceller, Empery, auxquels il faut ajouter la pouliche Nobiliary, qui réussit l'exploit insensé de se classer deuxième du Derby d'Epsom derrière Grundy. L'année 1976 marque l'apogée de l'écurie, lorsque la casaque s'offre un doublé dans les, avec Empery dans le Derby d'Epsom (ce qui lui vaut à Hunt un titre de tête de liste des prorpriétaires en Angleterre et en Irlande) et Youth dans le Prix du Jockey Club. Nelson Bunker Hunt a été élevé au rang de "légende" par la NTRA (The United States National Thoroughbred Racing Association) et a remporté trois Eclipse Awards du meilleur éleveur, en 1976, 1985, et 1987. Il a élevé 158 vainqueurs de stakes.  
Tout s'écroule en 1988 lorsque Nelson Bunker Hunt est contraint de se déclarer en faillite, devant rendre des comptes sur la vaste et illégale opération de spéculation sur le cours de l'argent, un épisode connu sous le nom de "jeudi de l'argent". Il liquide alors toutes ses activités liées aux courses et de disperser ses effectifs. 580 chevaux passent aux ventes, pour un total de 47 millions de dollars. L'année suivante, il est condamné pour ses malversations financières par la Commodity Futures Trading Commission. 
Hunt revint aux courses en 1999 en achetant 51 poulains pour plus de deux millions de dollars. Il n'y avait pas de champions parmi eux, pas de quoi raviver le souvenir des grandes heures de la casaque verte à damiers, l'époque des Vaguely Noble, Dahlia, Exceller, Empery, Youth, Trillion ou Nobiliary.  

## Principales victoires (courses deGroupe 1)
Royaume-Uni
- Derby d'Epsom – 1 – Empery (1976)
- King George VI and Queen Elizabeth Diamond Stakes – 2 – Dahlia (1973, 1974)
- Benson & Hedges Gold Cup – 2 – Dahlia (1974, 1975)
- Observer Gold Cup – 2 – Noble Decree (1972), Vaguely Noble (1967)
- Cheveley Park Stakes – 1 – Gentle Thoughts (1973)
- Sussex Stakes – 1 – Ace of Aces (1974)
- Coronation Cup – 1 – Exceller (1977)
- Champion Stakes – 1 – Palace Music (1984)

 Irlande
- Irish Oaks – 1 – Dahlia (1973)
- Irish 2000 Guineas – 1 – Decies (1970)

 France
- Prix de l'Arc de Triomphe – 1 – Vaguely Noble (1968)
- Prix du Jockey Club – 1 – Youth (1976)
- Prix de Diane – 1 – Gazala (1967)
- Poule d'Essai des Pouliches – 2 – Gazala (1967), Pampered Miss (1970)
- Grand Prix de Paris – 2 – Exceller (1976), Swink (1986)
- Prix Saint-Alary – 2 – Dahlia (1973), Nobiliary (1975)
- Prix Royal-Oak – 2 – Busiris (1974), Exceller (1976)
- Grand Prix de Saint-Cloud – 2 – Dahlia (1975), Exceller (1977)
- Prix Marcel Boussac – 1 – Hippodamia (1973)
- Grand Critérium – 1 – Mississipian (1973)
- Prix Lupin – 1 – Youth (1976)
- Prix Ganay – 1 – Trillion (1978)

 États-Unis
- Washington, D.C. International – 3 – Dahlia (1974), Nobiliary (1975), Youth (1976)
- Matriarch Stakes – 1 – Glorious Song (1980)
- Spinster Stakes – 1 – Glorious Song (1981)
- Top Flight Handicap – 1 – Glorious Song (1980)
- Santa Margarita Handicap – 1 – Glorious Song (1980)

 Canada
- Canadian International Stakes – 3 – Dahlia (1974), Youth (1976), Exceller (1977)